# Кубок Испании по футболу 1988/1989
Кубок Испании по футболу 1988/1989 — 85-й розыгрыш Кубка Испании по футболу выиграл Реал Мадрид. Этот кубок стал шестнадцатым в истории команды.
Соревнование прошло в период с 31 августа 1988 по 30 июня 1989 года.

## Результаты матчей

### 1/4 финала
| Команда 1            | Итог           | Команда 2       | 1-й матч | 2-й матч |
| -------------------- | -------------- | --------------- | -------- | -------- |
| Реал Вальядолид      | 2:2 4:3 (пен.) | Кадис           | 2:1      | 0:1      |
| Депортиво Ла-Корунья | 4:2            | Мальорка        | 4:1      | 0:1      |
| Реал Мадрид          | 4:2            | Сельта          | 4:1      | 0:1      |
| Барселона            | 3:7            | Атлетико Мадрид | 3:3      | 0:4      |

### 1/2 финала
| Команда 1            | Итог | Команда 2       | 1-й матч | 2-й матч |
| -------------------- | ---- | --------------- | -------- | -------- |
| Атлетико Мадрид      | 0:3  | Реал Мадрид     | 0:2      | 0:1      |
| Депортиво Ла-Корунья | 1:2  | Реал Вальядолид | 1:0      | 0:2      |

### Финал
| 30 июня, 1989 год | \| Реал Мадрид \| 1:0 \| Реал Вальядолид \| \| Гордильо 5′ \| Голы \| \| | Висенте Кальдерон, Мадрид Зрителей: 30 000 |
| Реал Мадрид       | 1:0                                                                      | Реал Вальядолид                            |
| Гордильо 5′       | Голы                                                                     |                                            |